# Каприати-а-Вольтурно
Каприати-а-Вольтурно (итал. Capriati a Volturno) — коммуна в Италии, располагается в регионе Кампания, в провинции Казерта.
Население составляет 80 000 человек (2008 г.), плотность населения составляет 1468 чел./км². Занимает площадь 54 км². Почтовый индекс — 81100. Телефонный код — 0823.
Покровителями коммуны почитаются по одним сведениям святитель Николай, по другим — святой Себастьян, празднование 16 августа.

## Демография
Динамика населения: